# تصرف

آرم بین‌المللی جنبش اشغال

عمل اشغال یک ساختمان و زمین ترک شده با کاربری عمدتاً مسکونی را تصرف به انگلیسی اسکات (به انگلیسی: squat) می‌نامند. در عمل اشغال این‌گونه منازل، انتقال مالکیت، اجاره یا اعطای هر نوع مجوز قانونی برای تصرف ملک انجام نخواهد گرفت.
به گفته رابرت در ۲۰۰۴ جمعیت افرادی که در سراسر جهان در خانه‌های تصرف شده زندگی می‌کنند بالغ بر یک میلیارد نفر بوده‌است. او برای سال ۲۰۵۰ این رقم را تا ۳ میلیارد تن نیز برآورد می‌کند. با این حال موضوع اشغال کمتر در مباحث آکادمیک و سیاست‌گذاری‌ها مطرح شده و به عنوان یک معضل، نارسایی اجتماعی یا جنبش اجتماعی مورد توجه و مفهوم‌سازی قرار نگرفته‌است.
اشغال می‌تواند به جنبش‌های سیاسی مثل آنارشیسم، اتونومیسم یا سوسیالیزم مرتبط باشد. همچنین این عمل می‌تواند با هدف حفظ بناها و همین‌طور فراهم‌آوری مسکن از سوی مقامات انجام شود.
به این پدیده اجتماعی به خصوص در روستاهای ایران سابقا خوش‌نشینی گفته می‌شد.

## شرح حال

### موقعیت جهانی
در بسیار از کشورهای نابرخوردار، حلبی‌آباد و زاغه‌های وسیعی وجود دارد که در حاشیهٔ شهرهای بزرگ ساخته می‌شوند که از خانه‌های خودساخته یا بی‌مجوز از صاحب زمین تشکیل شده‌است. در حالی که با گذشت زمان این سکونت‌گاه‌های اشغال شده می‌تواند قانونی و غیرقابل تمایز با منازل معمولی شوند، اما همچنان زیرساخت‌های حداقلی برای اقامت خواهند داشت؛ بنابراین از سیستم فاضلاب خبری نخواهد بود، آب آشامیدنی باید از فروشنده خریداری شده یا از شیر مرکزی تهیه شود. اگر برق هم داشته باشند، برق دزدی خواهد بود که از کابل فشار قوی مجاور شهرک تهیه شده‌است.
در کنار استفاده مسکونی، ساختمان‌های اشغال شده می‌توانند به عنوان مراکز اجتماعی، فروشگاه مبادله، ایستگاه رادیوهای زیرزمینی یا کافه مورد استفاده قرار گیرد.

### سیاست‌ها
در طول دوران رکود اقتصادی و افزایش سلب مالکیت منازل در دههٔ اول قرن حاضر، اشغال خانه‌ها بیش از پیش در غرب و کشورهای توسعه یافته شایع شد. در بعضی موارد اشغال‌ها با انگیزه سیاسی نیز همراه شدند. دکتر کیسیا ریو محقق مسائل مربوط به مسکن معتقد است: «اشغال منازل از سر ضرورت خود عملی سیاسی است. از آن‌جا که پاسخ یا واکنشی به نظام سیاسی به‌شمار می‌رود که خود عامل بروز بحران است.» در شرایط رو به افول مسکن، فرصت‌های محدود برای خانه‌دار شدن و انتظارات ناکام شهروندان در این حوزه، اشغال‌کنندگان با رهاکردن خود از کانال‌های سنتی تهیه منزل و روابط مالک مستأجر، چشم‌انداز جدیدی را در برابر رفاه اجتماعی ترسیم می‌کنند.